# 小行星8993
小行星8993（英語：8993 Ingstad）是一颗围绕太阳公转的小行星。1980年10月30日，R. M. West在拉西拉天文台发现了此天体。
这颗小行星的绝对星等为209.1199033898658等。